# Aïssata Issoufou
Pour les articles homonymes, voir Issoufou.
 (décembre 2014).
Si vous disposez d'ouvrages ou d'articles de référence ou si vous connaissez des sites web de qualité traitant du thème abordé ici, merci de compléter l'article en donnant les références utiles à sa vérifiabilité et en les liant à la section « Notes et références ».
Aïssata Issoufou, est une des premières dames de la République du Niger du 7 avril 2011 au 2 avril 2021, après l'investiture de son époux, Mahamadou Issoufou, également marié à Lalla Malika Issoufou, comme président de la République. Elle est la présidente de la fondation Guri-Vie meilleure.

## Biographie

### Origines et études
Née à Mainé Soroa, une localité de Diffa au Niger, elle est issue d’une grande famille de confession musulmane, originaire et descendante de la famille royale de Borno. Elle a fait une partie de ses études dans sa ville natale avant de regagner le lycée des jeunes filles de Niamey.
Aissata Issoufou fait partie des premières femmes de son pays à s’orienter vers les séries scientifiques. Elle est titulaire d’un DESS en exploration et valorisation des ressources minérales de l’École nationale supérieure de géologie de Nancy, en France (ENSG / CESEV). Sa thèse de mémoire a été publiée en 1990 dans la Revue des sciences et technologies. Elle poursuit ensuite ses études à l'université de Niamey, d'où elle sort avec un master en chimie. En 2012, elle reçoit le prix CRANS Montana en tant qu'ingénieur en chimie.
Elle occupe successivement les postes de chef de division minéralurgie de la Société des mines de l'Aïr (SOMAIR, filiale d'AREVA), et de consultante indépendante chez Appropriate Technology, et puis crée un cabinet d’études en ingénierie générale tout en soutenant son époux dans son parcours politique.

### Politique
Aissata Issoufou est une militante du parti Parti nigérien pour la démocratie et le socialisme (PNDS TARAYYA), dont son époux était le président. Elle est une des épouses du président, avec Lalla Malika Issoufou. Elle a participé à ses campagnes quatre fois de suite, avant qu'il ne devienne définitivement chef d'État de la République du Niger.

### Engagement associatif
Elle est marraine de la lutte contre les IST / VIH / SIDA et de la Lutte contre le paludisme depuis 2011. Elle est « championne » pour la campagne panafricaine Zéro Palu, Je m'engage !, dans le cadre de l'élimination du paludisme au Sahel.  
Elle est membre de l'Organisation des Premières dames d'Afrique pour le Développement (OPDAD) aux côtés de ses sœurs, dont les rencontres se tiennent en marge des sommets des chefs d'États.
Elle est l'hôte du grand rendez-vous des Premières dames d'Afrique réunies au sein de l'OPDAD, en juillet 2019, en marge du sommet des chefs d'État de l'Union africaine. 

#### Fondation Guri – Vie meilleure
La fondation Guri – Vie meilleure a été créée le 24 octobre 2011, à la suite de l'arrivée au pouvoir de son époux. Son objectif principal est de servir la cause des couches sociales les moins nanties de son pays ainsi que les plus exposées aux dangers qui guettent la vie en général c'est-à-dire : les maladies de tout genre, l’analphabétisme et les impondérables environnementaux. La fondation comporte trois axes stratégiques sur lesquels se focalisent l’essentiel de ses interventions : santé, éducation et environnement.